# Empiricism
Empiricism è il quinto album in studio del gruppo metal norvegese Borknagar, pubblicato nel 2001.

## Tracce
1. The Genuine Pulse – 4:51
2. Gods of My World – 4:25
3. The Black Canvas – 5:18
4. Matter & Motion – 2:30
5. Soul Sphere – 6:40
6. Inherit the Earth – 5:29
7. The Stellar Dome – 5:36
8. Four Element Synchronicity – 5:51
9. Liberated – 4:51
10. The View of Everlast – 4:28

## Formazione
- Vintersorg – voce
- Øystein G. Brun – chitarra
- Jens F. Ryland – chitarra
- Lars A. Nedland – sintetizzatore, organo Hammond, piano, cori
- Tyr – basso
- Asgeir Mickelson – batteria